# Galina Yeniujina
Galina Yúrievna Yeniujina –em russo, Галина Юрьевна Енюхина– (Krasnoyarsk, 1 de outubro de 1959) é uma desportista russa que competiu para a URSS no ciclismo na modalidade de pista, especialista nas provas de velocidade individual e contrarrelógio.
Ganhou três medalhas no Campeonato Mundial de Ciclismo em Pista entre os anos 1989 e 1995.
Participou nos Jogos Olímpicos de Verão de 1992, ocupando o 5.º lugar na prova de velocidade individual.

## Medalheiro internacional
| Representando à União Soviética |                    |                  |                       |
| Campeonato Mundial              |                    |                  |                       |
| Ano                             | Lugar              | Medalha          | Competição            |
| 1989                            | Lyon ( França)     | Medalha de prata | Velocidade individual |
| Representando a Rússia          |                    |                  |                       |
| Campeonato Mundial              |                    |                  |                       |
| Ano                             | Lugar              | Medalha          | Competição            |
| 1994                            | Palermo ( Itália)  | Medalha de ouro  | Velocidade individual |
| 1995                            | Bogotá ( Colômbia) | Medalha de prata | 500 m contrarrelógio  |